# Bence Halász
Bence Halász (Kiskunhalas, 4 agosto 1997) è un martellista ungherese.
All'inizio della sua carriera sportiva ha praticato anche lancio del disco e getto del peso, i maggiori traguardi sono però giunti con il lancio del martello arrivando a competere ai mondiali del 2017 e a vincere una medaglia di bronzo agli europei del 2018. A livello olimpico, Halász si è aggiudicato la medaglia d'argento a Parigi 2024 con la misura di 80,49, arrivando alle spalle soltanto di Ethan Katzberg.

## Palmarès
| Anno | Manifestazione      | Sede       | Evento              | Risultato | Prestazione | Note                                     |
| ---- | ------------------- | ---------- | ------------------- | --------- | ----------- | ---------------------------------------- |
| 2013 | Mondiali U18        | Donec'k    | Lancio del martello | 7º        | 74,90 m     |                                          |
| 2013 | Mondiali U18        | Donec'k    | Lancio del disco    | 5º        | 57,83 m     |                                          |
| 2014 | Mondiali U20        | Eugene     | Lancio del martello | 14º (q)   | 71,95 m     |                                          |
| 2014 | Olimpiadi giovanili | Nanchino   | Lancio del martello | Argento   | 81,90 m     |                                          |
| 2015 | Europei U20         | Eskilstuna | Lancio del martello | Oro       | 79,60 m     | Record dei campionati                    |
| 2015 | Europei U20         | Eskilstuna | Lancio del disco    | 15º (q)   | 53,78 m     |                                          |
| 2016 | Mondiali U20        | Bydgoszcz  | Lancio del martello | Oro       | 80,93 m     |                                          |
| 2016 | Mondiali U20        | Bydgoszcz  | Lancio del disco    | 35º (q)   | 52,90 m     |                                          |
| 2017 | Europei U23         | Bydgoszcz  | Lancio del martello | Oro       | 73,30 m     |                                          |
| 2017 | Mondiali            | Londra     | Lancio del martello | 11º       | 74,45 m     |                                          |
| 2017 | Universiade         | Taipei     | Lancio del martello | 4º        | 73,79 m     |                                          |
| 2018 | Europei             | Berlino    | Lancio del martello | Bronzo    | 77,36 m     |                                          |
| 2019 | Europei U23         | Gävle      | Lancio del martello | Argento   | 74,14 m     |                                          |
| 2019 | Mondiali            | Doha       | Lancio del martello | Bronzo    | 78,18 m     |                                          |
| 2021 | Giochi olimpici     | Tokyo      | Lancio del martello | 14º (q)   | 75,39 m     |                                          |
| 2022 | Mondiali            | Eugene     | Lancio del martello | 5º        | 80,15 m     | Miglior prestazione personale            |
| 2022 | Europei             | Monaco     | Lancio del martello | Argento   | 80,92 m     | Miglior prestazione personale            |
| 2023 | Mondiali            | Budapest   | Lancio del martello | Bronzo    | 80,82 m     | Miglior prestazione personale stagionale |
| 2024 | Europei             | Roma       | Lancio del martello | Argento   | 80,49 m     | Miglior prestazione personale stagionale |
| 2024 | Giochi olimpici     | Parigi     | Lancio del martello | Argento   | 79,39 m     |                                          |

## Altre competizioni internazionali
2013
- Oro al Festival olimpico della gioventù europea ( Utrecht), lancio del martello - 74,63 m
- Oro al Festival olimpico della gioventù europea ( Utrecht), lancio del disco - 61,13 m

2016
- Argento in Coppa Europa di lanci (under 23) ( Arad), lancio del martello - 71,16 m

2017
- Argento in Coppa Europa di lanci (under 23) ( Las Palmas), lancio del giavellotto - 71,51 m
- Bronzo nella Second League degli Europei a squadre ( Tel Aviv), lancio del martello - 72,87 m

2018
- Oro in Coppa Europa di lanci (under 23) ( Leiria), lancio del martello - 74,83 m
- Bronzo in Coppa continentale ( Ostrava), lancio del martello - 74,80 m

2019
- Argento in Coppa Europa di lanci (under 23) ( Šamorín), lancio del martello - 75,41 m
- Oro nella First League degli Europei a squadre ( Sandnes), lancio del martello - 75,36 m

2022
- Oro in Coppa Europa di lanci ( Leiria), lancio del martello - 76,69 m

2023
- Oro in Coppa Europa di lanci ( Leiria), lancio del martello - 74,65 m

2025
- Bronzo ai Campionati europei a squadre di atletica leggera ( Madrid), lancio del martello - 80,63 m